# Intel TeraHertz
Intel TeraHertz fue un concepto de diseño para una nueva generación de transistores, presentado por Intel en 2001. Utilizando nuevos materiales, que lograrían un aumento dramático en la velocidad de operación de dicho transistor, eficiencia energética y reducción del calor producido. Utilizando materiales como el dióxido de zirconio.
Los fundamentos en que Intel se basaba para el desarrollo de esta nueva tecnología eran:
- Un nuevo tipo de transistor llamado: "Transistor de sustrato agotado" (empobrecido).
- Compuerta dieléctrica de Alta-K (high k gate dielectric).

Ambos desarrollos juntos, permitirían crear transistores capaces de operar a frecuencias del orden de los Terahertz.

## Funcionamiento
Un elemento de la nueva estructura es un "transistor de sustrato agotado", el cual es un nuevo tipo de dispositivo CMOS donde los transistores son fabricados en una capa de silicio ultrafina, en la parte superior de una capa incrustada de material aislante. Esta capa de silicio ultrafina, la cual es diferente del esquema tradicional silicio-sobre-aislante, está completamente empobrecida para crear un manejo máximo de la corriente que es conmutada cuando el transistor se enciende, permitiendo que el transistor tenga un encendido y apagado mucho más rápido.
Por el contrario, cuando el transistor es apagado, la corriente de fuga no deseada se reduce a un nivel mínimo, debido a la fina capa de aislante. Esto permite que el transistor de sustrato agotado tenga una fuga 100 veces menor que la de los esquemas tradicionales de silicio-sobre-aislante. Otra de las novedades del transistor de sustrato agotado de Intel, es la incorporación de contactos de baja resistencia en la parte superior de la capa de silicio. El transistor, por lo tanto, puede ser muy pequeño, muy rápido y consumir menos energía.
Otro nuevo elemento clave es el desarrollo de un nuevo tipo de material que reemplaza al dióxido de silicio en la oblea. Todos los transistores tienen una "compuerta-dieléctrica", un material que separa la "compuerta" del transistor, de su región activa (la compuerta controla los estados ON-OFF (encendido-apagado) del transistor). Intel dijo haber demostrado récords de velocidad para transistores hechos con este nuevo tipo de material, llamado "compuerta dieléctrica de Alta-K". Este nuevo material reduce las fugas eléctricas de la compuerta; que representan la mayor parte de las perdidas eléctricas en los transistores; 10 000 veces más, comparada con las compuertas dieléctricas de dióxido de silicio.
Este material de Alto-K es producido con una tecnología revolucionaria, llamada "deposición de capas atómicas" en la cual el material puede ser hecho en capas de una sola molécula de grosor. Esto resulta en un mayor rendimiento, reducción del calor, y ahorro de energía.
Para el 2011 todavía no hay microprocesadores comerciales que funcionen a velocidades de terahercios, basados en esta tecnología de Intel.